# Килочки (Зеньковский район)

Килочки (укр. Кілочки) — село,
Першотравневый сельский совет,
Зеньковский район,
Полтавская область,
Украина.
Код КОАТУУ — 5321384003. Население по переписи 2001 года составляло 84 человека.

## Географическое положение
Село Килочки находится между реками Грунь и Ташань (4—5 км).
На расстоянии до 1 км расположены сёла Першотравневое, Круглое и Великая Пожарня.

## История
На карте 1869 года есть как хутор Пожарный